# TATA-bindende protein
TATA-bindende protein (TBP) er en transkriptionsfaktor, et protein, der binder sekvensspecifikt til TATA-boksen der findes i mange geners promotere. TBP binder til DNAets minor groove med et beta-sheet, og tvinger ved binding DNA-dobbelthelixen til at bøje med ca. 80°. Dette er med til at øge tendensen til at DNA'et smelter, dvs. at de to strenge skilles ad; TATA-boksens sekvens gør dette lettere, da T og A laver svagere basepar mellem DNA-strengene end G og C. Proteinet består af 339 aminosyrer og har en molekylmasse på 37.698 Dalton.